# 11695 Mattei
11695 Mattei eller 1998 FA74 är en asteroid i huvudbältet som upptäcktes den 22 mars 1998 av LONEOS vid Anderson Mesa Station. Den är uppkallad efter astronomen Janet Akyüz Mattei.